# Кэмпбелл, Александр, 1-й баронет
Сэр Александр Кэмпбелл, 1-й баронет (англ. Sir Alexander Campbell, 1st Baronet; 20 августа 1760 — 11 декабря 1824) — британский генерал-лейтенант морской пехоты, участник Революционных и Наполеоновских войн.

## Биография
В 1781 году участвовал в защите Гибралтара от испанцев.
В 1793 году отправился в Индию и в 1799 году, командуя полком, принял деятельное участие во взятии Серингапатама, оккупировал французские колонии в Пондишери и датские в Транкебаре. Был назначен командующим британскими войсками в Майсуре.
В 1808 году Кэмпбелл вернулся в Европу и в чине бригадного генерала принял участие в британской кампании на Пиренейском полуострове против французов. Участвовал в сражении при Талавере (1809 год), где командовал правым крылом англо-испанской армии и был тяжело ранен. В 1810 году участвовал в сражении при Бусаку, в 1811 году в сражении при Фуэнтес-де-Оньоро.
В 1820 году был назначен Мадрасским генерал-губернатором.